# 芳香族アミン
| アニリン類の例                 | アニリン類の例 | アニリン類の例 |
| 芳香族アミン                   | 構造式         | CAS番号        |
| ------------------------------ | -------------- | -------------- |
| アニリン                       |                | 62-53-3        |
| o-トルイジン                   |                | 95-53-4        |
| 2,4,6-トリメチルアニリン       |                | 88-05-1        |
| アニシジン                     |                | 90-04-0        |
| 3-(トリフルオロメチル)アニリン |                | 98-16-8        |

芳香族アミン（ほうこうぞくアミン、aromatic amine）は、芳香族化合物にアミン（-NH2、-NH-、またはその他窒素基）が置換した化合物、特にベンゼン環の水素と置換した化合物である。最もシンプルな芳香族アミンはアニリンである。
芳香族アミンはプロトン化したとき、その非芳香族性アナログよりもpKaが低くなる。これは窒素基の孤立電子対が芳香環に非局在化するためである。

## 発がん性
還元分解により生成され発がん性が指摘される「特定芳香族アミン」は1992年にエコテックス規格100において禁止され、1994年にドイツで法規制されたのに続き、EU、中国、韓国でも法規制されている。
2015年12月、芳香族アミンのうち、発がん性が指摘される液体のオルト―トルイジンを含む５種類を原料として扱っている福井県の染料工場で従業員５人が膀胱がんを相次いで発症していることがわかり、調査が進められている。